# Jean Hervé
Jean Hervé va ser un jugador de rugbi francès que va competir a cavall del segle xix i el segle xx. El 1900 va prendre part en els Jocs Olímpics de París, on guanyà la medalla d'or en la competició de rugbi.